# Бача при Модреју
Бача при Модреј (словен. Bača pri Modreju, итал. Baccia di Modrea) је насељено место у општини Толмин, Горишка регија, Словенија.

## Историја
До територијалне реорганизације у Словенији била је у саставу старе општине Толмин.

## Становништво
У попису становништва из 2011. Бача при Модреју је имала 135 становника.
| Број становника према пописима | Број становника према пописима | Број становника према пописима |
| ------------------------------ | ------------------------------ | ------------------------------ |
| 1991                           | 2002                           | 2011                           |
| 193                            | 153                            | 135                            |

Напомена: Године 1953. повећано за насеље Стопец, које је укинуто. Године 2003. увећан за део насеља Модреј.

## Галерија
- поглед на вијадукт са реке
- река Бача